# Ekeby landskommun, Gotland
För andra landskommuner med detta namn, se Ekeby landskommun.
Ekeby landskommun  var en tidigare kommun i Gotlands län.

## Administrativ historik
När 1862 års kommunalförordningar trädde i kraft inrättades i Sverige cirka 2 500 kommuner. Huvuddelen av dessa var landskommuner (baserade på den äldre sockenindelningen), vartill kom 89 städer och åtta köpingar. Då inrättades i  Ekeby socken i Gotlands norra härad på Gotland denna kommun. 
Vid kommunreformen 1952 uppgick denna landskommun i Dalhems landskommun som senare 1971 uppgick i Gotlands kommun.

## Folkmängd
| År        | 1870 | 1880 | 1890 | 1900 | 1910 | 1920 | 1930 | 1940 | 1950 |
| --------- | ---- | ---- | ---- | ---- | ---- | ---- | ---- | ---- | ---- |
| Folkmängd | 287  | 284  | 268  | 321  | 353  | 337  | 331  | 315  | 288  |

## Politik
| Val  | H  | B  | F  | S  | K |
| ---- | -- | -- | -- | -- | - |
| 1940 | 21 | 55 | 10 | 13 | 1 |
| 1944 | 19 | 57 | 8  | 16 | – |
| 1948 | 14 | 59 | 7  | 20 | – |

| Val  | H  | B  | F | S  | K |
| ---- | -- | -- | - | -- | - |
| 1942 | 21 | 57 | 5 | 16 | 1 |
| 1946 | 25 | 49 | 4 | 22 | – |
| 1950 | 13 | 57 | 6 | 24 | – |